# Svetozar Marković (football)
Pour les articles homonymes, voir Svetozar Marković.
Svetozar Marković, né le 23 mars 2000 à Bijeljina en Bosnie-Herzégovine, est un footballeur serbe qui évolue au poste de défenseur central au Viktoria Plzeň.

## Biographie

### En équipe nationale
Avec les moins de 17 ans, il participe au championnat d'Europe des moins de 17 ans en 2017. Lors de cette compétition, il joue deux matchs, contre l'Allemagne et la Bosnie-Herzégovine, avec pour résultats deux défaites. Il reste sur le banc lors de la victoire face à l'Irlande.

## Palmarès
Svetozar Marković remporte la Coupe de Serbie en 2018 avec le Partizan Belgrade. Il est également désigné « meilleur espoir » du championnat lors de la même saison.
 Olympiakos
- Championnat de Grèce (3)
  - Champion : 2020, 2021 et 2022